# 5777 (année hébraïque)
5777 (hébreu : ה'תשע"ז , abbr. : תשע"ז) est une année hébraïque qui a commencé à la veille au soir du 3 octobre 2016 et s'est finie le 20 septembre 2017. Cette année a compté 353 jours. Ce fut une année simple dans le cycle métonique, avec un seul mois de Adar. Ce fut la seconde année depuis la dernière année de chemitta.
En l'an 5777, l'État d'Israël a fêté ses 69 ans d'indépendance.

## Calendrier
Ce calendrier hébraïque de l'année 5777 donne les correspondances avec les dates du calendrier grégorien.
Le premier nombre dans chaque case correspond au jour du mois hébraïque. Les jours en couleurs sont des jours remarquables juifs ou israéliens.
| ◄◄ | 5777 | ►► |

## Événements
- Élection présidentielle américaine de 2016
- Attentat du 22 mai 2017 à Manchester
- Attentats du 3 juin 2017 à Londres
- Éclipse solaire du 21 août 2017
- Attaque au couteau à Turku

## Décès
- Andrew Sachs
- Fidel Castro
- Meir Zlotowitz

5772 - 5773 - 5774 - 5775 - 5776 - 5777 - 5778 - 5779 - 5780 - 5781 - 5782